# Бетті Балфур
Бетті Балфур (англ. Betty Balfour; 27 березня 1903 — 4 листопада 1977) — британська акторка, популярна в епоху німого кіно, відома наса́мперед як «британська Мері Пікфорд» і «щаслива королева Великої Британії». Найвідомішим фільмом з її участю є Squibs.

## Життя і кар'єра
Протягом 1920-х років Балфур була популярна у Великій Британії, а в 1927 році газета «Daily Mirror» назвала акторку «улюбленою зіркою країни». Її талант як акторки розкрився в серії комедійних фільмів Джорджа Пірсона «Squibs». В інших його фільмах Love, Life and Laughter (1923) і Reveille (1924), знайдених в 2014 році, вона продемонструвала, що може грати серйозні ролі. Її роль багатої спадкоємиці у фільмі «Somebody's Darling» (1925) була спробою позбутися асоціації зі «Squibs», аби уникнути типажу.
Свій сценічний дебют вона зробила в 1913 році, в театрі «Альгамбра», коли вона зіграла в постановці «Medora». У 1920 році Т. А. Велш і Джордж Пірсон уклали з акторкою контракт про участь у зйомках у фільмі Nothing Else Matters. Підміняла Гертруду Лоуренс у постановці «The Midnight Follies». Пізніше Балфур знову повернулася в кіно, з'явившись у фільмі Пірсона «Mary Find the Gold».
Балфур не робила спроб досягти популярності в Голлівуді, але, як і у випадку з Айвором Новелло, її талант користувався величезним попитом у континентальній Європі. Зокрема вона знялася в таких німецьких фільмах як Die sieben Töchter der Frau Gyurkovics і Die Regimentstochter. Також вона співпрацювала з Марселем Л'Ерб'є, знявшись у фільмі Le diable au cœur, з Луїсом Меркантоном у фільмах Croquette і La petite bonne du palace, а також із Гезою фон Больварі, знявшись у фільмі Bright Eyes.
Повернувшись до Британії вона знялася у фільмі Альфреда Хічкока «Шампанське» (1928). Дебют у звуковому кіно «Щипці» (1930) за мотивами кінофраншизи «Squibs» мав лише помірний успіх. У 1930-х роках її популярність почала знижуватися, незважаючи на те, що вона з'явилася в допоміжній ролі героїні Джессі Меттьюс у фільмі Evergreen (1934). Також вона разом із Джоном Міллсом знялася у фільмі «Англія назавжди» (1935) і з'явилася у фільмі «29 Acacia Avenue» (1945).
В особистому житті Балфур щастило менше. Її шлюб із композитором Джиммі Кемпбеллом розпався в 1941 році, після десяти років шлюбу. У 1952 році вона зробила невдалу спробу повернутися на театральну сцену. Померла у віці 74 років у Вейбриджі, в графстві Суррей.